# Iujiulu Xelum
Iujiulu Xelum (em chinês: 郁久閭社崙 (tradicional) ou 郁久闾社仑 (simplificado); romaniz.: Yùjiǔlǘ Shèlún (pinyin) ou Yü-chiu-lü She-lun (Wade-Giles) foi um chefe tribal rourano e o primeiro grão-cã do Canato Rourano, com o nome de Chiudoufa Cã (em chinês: 丘豆伐可汗; romaniz.: Qiudoufa Khan). Originalmente um chefe menor entre os rouranos, ao assassinar seu tio Piouba, tomou o controle de todos os rouranos junto de seu irmão Heduoã. Suas ações causaram a reação do imperador Daowu (r. 386–409) do Império Uei do Norte, que perseguiu os irmãos e matou Heduoã. Apesar disso, Xelum se firmaria como líder supremo dos rouranos e anos depois se autoproclamaria grão-cã.

## Vida
Xelum era filho de Iungueti e irmão de Heduoã. Em 391, o imperador Daowu (r. 386–409) do Império Uei do Norte derrotou seu pai, e como consequência, Heduoã e Xelum e seu pai foram reassentados no interior dos domínios de Daowu. Em 394, Xelum se aproximou de seu tio Piouba com centenas de pessoas, que permitiu que morasse a 800 quilômetros ao sul de Han Ting e ordenou que os seus quatro filho o vigiassem. Logo, porém, Xelum expulsou-os e atacou e capturou Piouba. Pouco mais de um mês depois, permitiu que os seus primos voltassem, já que almejava matá-los, e secretamente assassinou Piouba. Quinze pessoas, incluindo dois filhos de Piouba, Chiba e Wu Jie, foram para junto do imperador Daowu.